# Francesco Minerva

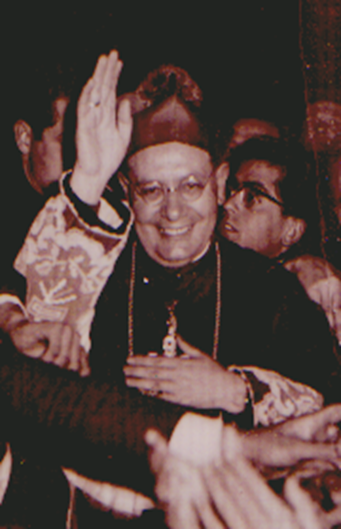
Erzbischof Francesco Minerva

Francesco Minerva (* 31. Januar 1904 in Canosa di Puglia, Provinz Barletta-Andria-Trani, Italien; † 23. August 2004 ebenda) war zunächst Bischof, später erster Erzbischof von Lecce.

## Leben
Er war der Sohn von Domenico Minerva und dessen Ehefrau Anna Terrone. Minerva studierte Rechtswissenschaften und Theologie und empfing am 16. April 1927 die Priesterweihe durch den früheren Bischof von Nardò, Nicola Giannattasio. 1931 wurde er Erzpriester der Kathedrale San Sabino in seiner Heimatstadt.
Papst Pius XII. ernannte ihn am 16. September 1948 zum Bischof von Nardò. Die Bischofsweihe spendete ihm am 31. Oktober desselben Jahres Ferdinando Bernardi, Erzbischof von Tarent; Mitkonsekratoren waren Giuseppe Di Donna, Bischof von Andria, und Giuseppe Ruotolo, Bischof von Ugento. Am 17. Dezember 1950 erfolgte die Ernennung zum Bischof von Lecce. 1956 organisierte Minerva die Feierlichkeiten zum 15. nationalen Eucharistischen Kongress. Er nahm von 1962 bis 1965 am Zweiten Vatikanischen Konzil teil. Mit der Erhebung des Bistums Lecce zum Erzbistum am 20. Oktober 1980 wurde er erster Erzbischof von Lecce.
Papst Johannes Paul II. nahm am 27. Januar 1981 sein aus Altersgründen eingereichtes Rücktrittsgesuch an. Francesco Minerva zog sich in seine Heimatstadt Canosa di Puglia zurück und starb 2004 im Alter von 100 Jahren. Seit 2008 liegt er in der Gruft der Kathedrale San Sabino begraben.